# Mooskuchen
Mooskuchen ist ein Kuchen, dessen Belag mit gemahlenem Kaffee bestreut wird und danach eine moosgrüne Färbung annimmt. Der Effekt tritt ein, da die geringfügig im Kaffee enthaltene Chlorogensäure mit dem Eiweiß des Belags reagiert.

## Herkunft
Das Rezept für Mooskuchen stammt aus Thüringen.

## Herstellung
Der Kuchen besteht im Wesentlichen aus einem Schokoladenteig, der nach dem Erkalten mit einem Belag aus Eiweiß, Puderzucker und Kokosfett bestrichen wird. Auf den kurz im Kühlschrank ausgehärteten Belag wird feines Kaffeepulver gestreut und der Kuchen anschließend etwa 24 Stunden in einem kühleren Raum (nicht mehr im Kühlschrank) gelagert.